# Leucaloa eugraphica
Leucaloa eugraphica (Walker, [1865]), è un lepidottero appartenente alla famiglia Erebidae, endemico del Sudafrica.

## Distribuzione e habitat
La specie è endemica del Sudafrica (locus typicus: Natal).

## Biologia

### Alimentazione
I bruchi si alimentano sulle foglie delle seguenti piante ospite:
- Acacia mearnsii  De Wild.  (Fabaceae)
- Heliotropium sp. L. (Boraginaceae)
- Lonicera sempervirens L. (Caprifoliaceae)
- Tagetes erecta L. (Asteraceae)
- Thunbergia alata Bojer ex Sims (Acanthaceae)

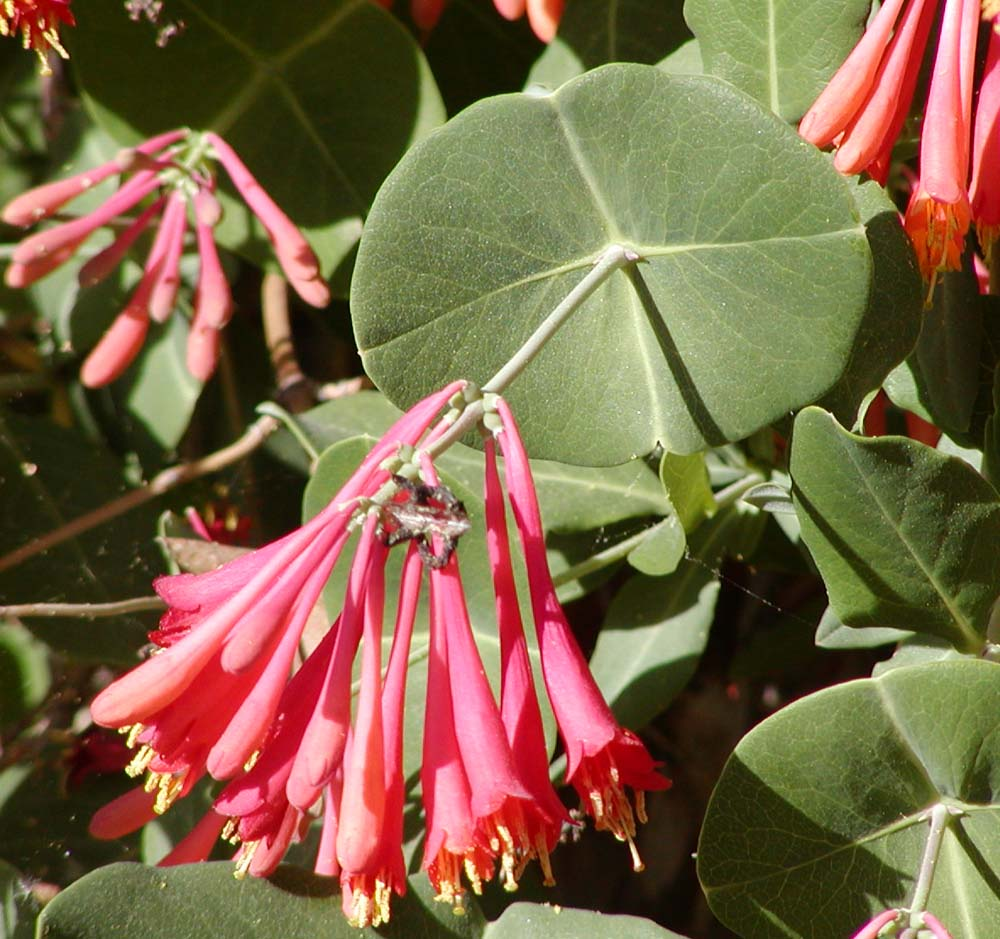
Fiori di Lonicera sempervirens

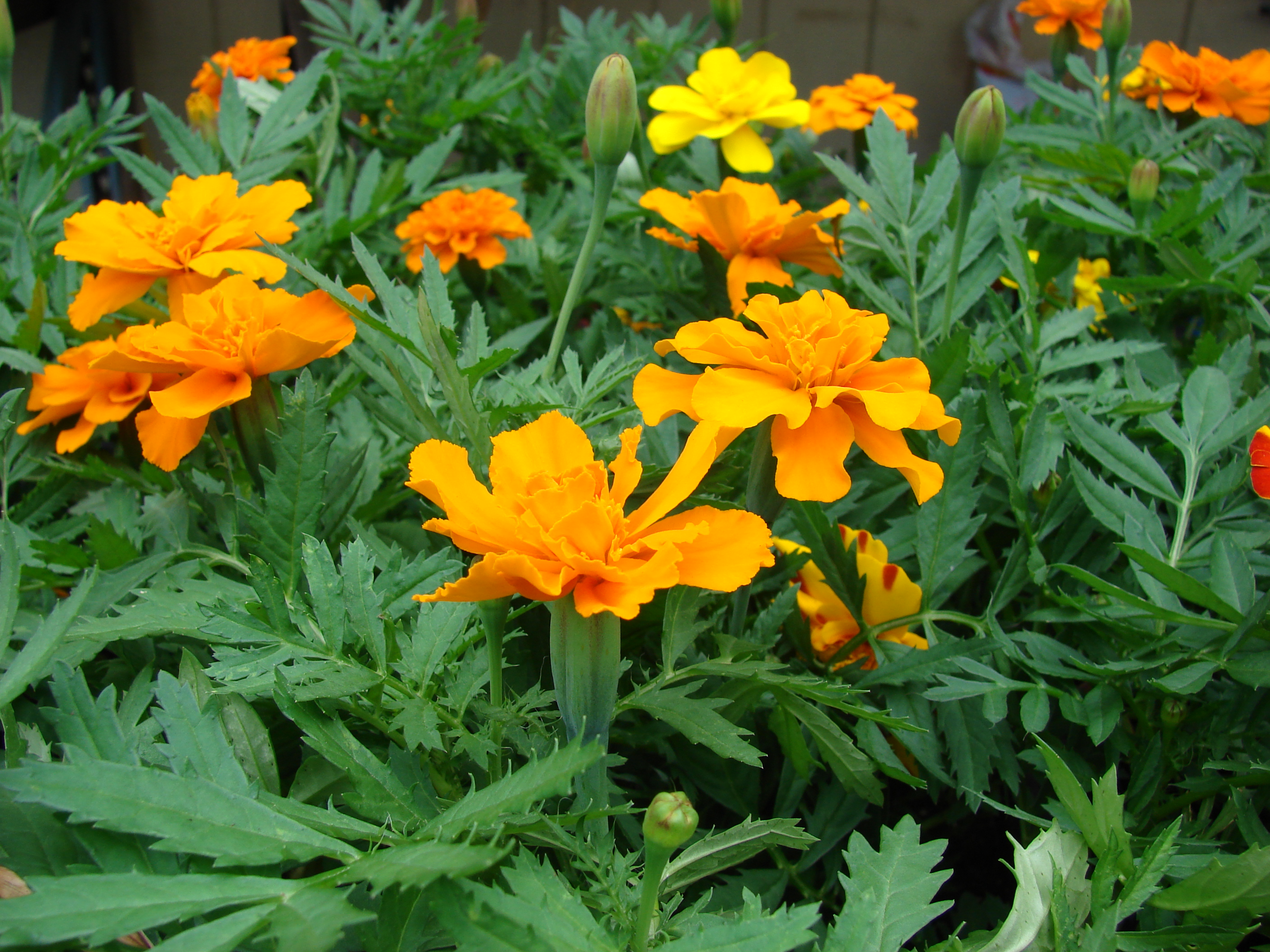
Tagetes erecta

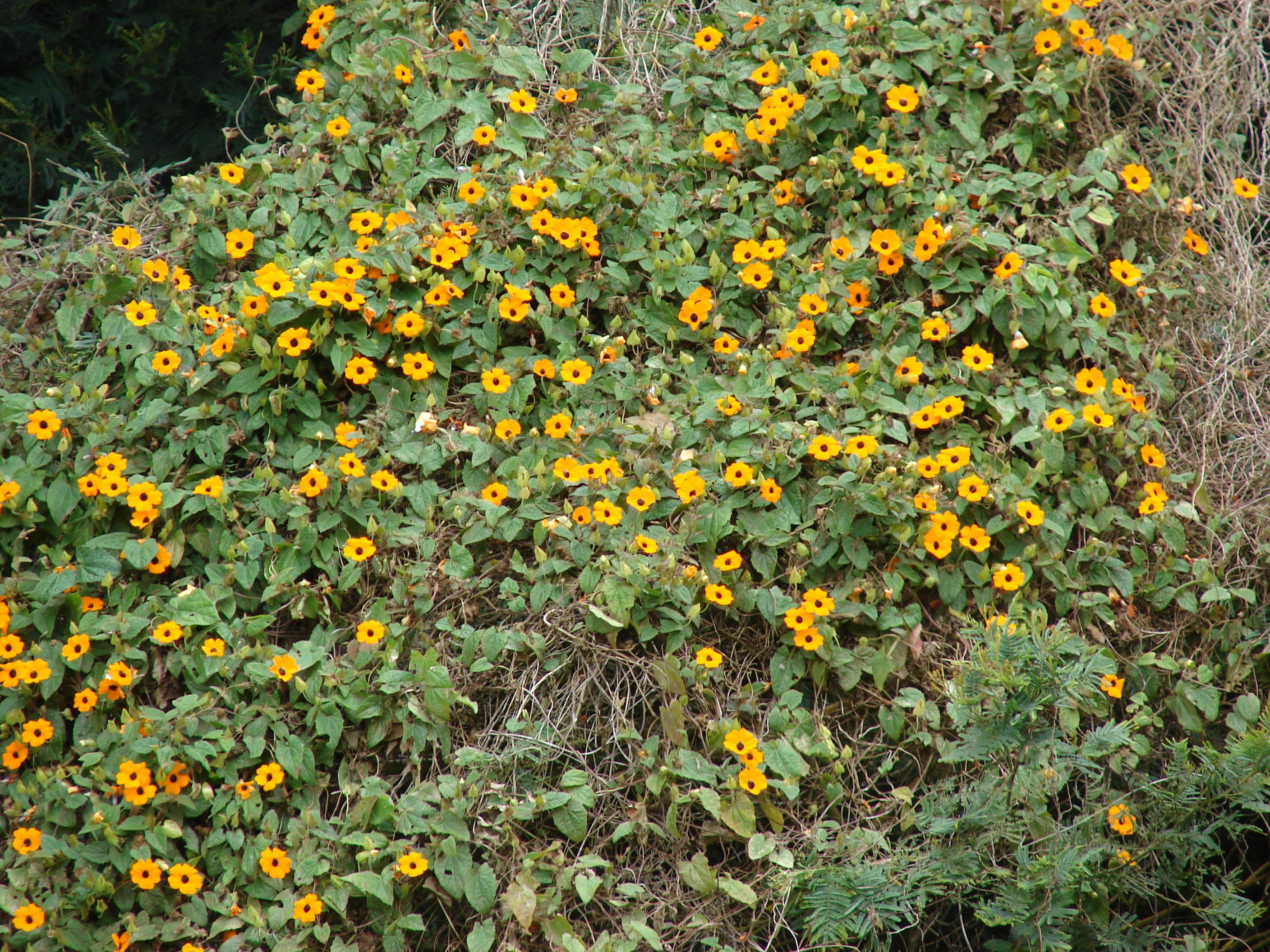
Thunbergia alata

## Tassonomia

### Sottospecie
Non sono state riportate sottospecie.

### Sinonimi
Sono stati descritti cinque sinonimi:
- Aloa undistriga Felder, 1874 - Reise Fregatte Novara, Bd 2 (Abth. 2) (4): pl. 100, f. 21 - Locus typicus: Kaffraria[3]
- Diacrisia engraphica Rothschild, 1910 - Novit. Zool. 17 (2): 149[4]
- Diacrisia eugraphica Hampson, 1901 - Cat. Lepid. Phalaenae Br. Mus. 3 : 314[5]
- Diacrisia nudistriga Rothschild, 1910 - Novit. Zool. 17 (2): 149[4]
- Spilosoma eugraphica Walker, 1865 - List Spec. Lepid. Insects Colln Br. Mus. 31: 292 - Locus typicus: Natal[1]